# Plaza Sosnowiec
Sosnowiec Plaza – centrum handlowo-rozrywkowe zlokalizowane w centrum Sosnowca, pod adresem Sienkiewicza 2 na pograniczu strefy pieszej w kwartale wyznaczonym ulicami Sienkiewicza, Teatralną, Szklarnianej, Dekerta i Warszawskiej.

## Historia
Na terenie, na którym znajduje się centrum handlowe, w przeszłości zlokalizowana była huty szkła. Później na tym obszarze funkcjonowało targowisko miejskie, które pomniejszono i uporządkowano w celu budowy galerii handlowej.
Budowa Sosnowiec Plaza rozpoczęła się w 2006 roku, a zakończyła w marcu 2007 roku.  Inwestorem projektu była spółka Plaza Centers N.V., znana z realizacji podobnych obiektów w Europie Środkowo-Wschodniej. Generalnym wykonawcą była firma Warbud S.A., a za projekt architektoniczny odpowiadało Biuro Projektów Architektonicznych Pallado Skupin Architekci z Katowic.
Oficjalne otwarcie obiektu nastąpiło 30 marca 2007 roku. Całkowita powierzchnia na dwóch kondygnacjach budynku wynosi 40000 metrów kwadratowych, z czego największą część zajmuje powierzchnia handlowa - 25000 metrów kwadratowych. W momencie otwarcia Sosnowiec Plaza posiadała około 80 sklepów, kompleks kinowy Cinema City z sześcioma salami oraz centrum rozrywki Fantasty Park. Na dwóch kondygnacjach podziemnych znajduje się parking na 380 miejsc. W 2013 roku centrum rozrywki Fantasy Park zakończyło działalność a w jego miejsce rozszerzono strefę gastronomiczną.  W 2012 na poziomie 0 otwarto restaurację McDonald's.